# 清香木姜子
清香木姜子（学名：[Litsea euosma] 错误：{{Lang}}：文本有斜体标记（帮助））为樟科木姜子属下的一个种。